# Кромвелл (Міннесота)
Кромвелл (англ. Cromwell) — місто (англ. city) в США, в окрузі Карлтон штату Міннесота. Населення — 240 осіб (2020).

## Географія
Кромвелл розташований за координатами 46°40′46″ пн. ш. 92°52′15″ зх. д. / 46.67944° пн. ш. 92.87083° зх. д. (46.679341, -92.870740).  За даними Бюро перепису населення США в 2010 році місто мало площу 5,18 км², з яких 4,75 км² — суходіл та 0,43 км² — водойми.

## Демографія
Згідно з переписом 2010 року, у місті мешкали 234 особи в 130 домогосподарствах у складі 50 родин. Густота населення становила 45 осіб/км².  Було 180 помешкань (35/км²).
Расовий склад населення:
| - 97,4 % — білих - 0,4 % — корінних американців |

До двох чи більше рас належало 1,7 %. Частка іспаномовних становила 0,9 % від усіх жителів.
За віковим діапазоном населення розподілялося таким чином: 20,1 % — особи молодші 18 років, 39,7 % — особи у віці 18—64 років, 40,2 % — особи у віці 65 років та старші. Медіана віку мешканця становила 55,3 року. На 100 осіб жіночої статі у місті припадало 74,6 чоловіків;  на 100 жінок у віці від 18 років та старших — 71,6 чоловіків також старших 18 років.
Середній дохід на одне домашнє господарство  становив 36 629 доларів США (медіана — 28 125), а середній дохід на одну сім'ю — 43 038 доларів (медіана — 43 375). За межею бідності перебувало 22,2 % осіб, у тому числі 31,3 % дітей у віці до 18 років та 6,6 % осіб у віці 65 років та старших.
Цивільне працевлаштоване населення становило 81 осіб. Основні галузі зайнятості: освіта, охорона здоров'я та соціальна допомога — 27,2 %, науковці, спеціалісти, менеджери — 13,6 %, будівництво — 12,3 %, транспорт — 11,1 %.